# クリスチーネ・ペンドリル
クリスチーネ・ペンドリル（Christine Pendrill）は、イギリスのイングリッシュホルン奏者。クリスティン・ペンドリルとも記す。
王立音楽大学在学中から演奏活動を始め、1980年からフィルハーモニア管弦楽団、1986年からロンドン交響楽団の首席奏者を歴任。ロンドン交響楽団では女性で初めて理事会（Board of Directors）の構成員をつとめた。シベリウスの『トゥオネラの白鳥』、コープランドの『静かな都会』などの録音がある。映画『イングリッシュ・ペイシェント』の音楽を演奏した。